# IBM System x
Das IBM System x ist die letzte x86-basierende Reihe der Server von IBM. Im Verlaufe des Jahres 2006 wurden sämtliche IBM Server-Linien umbenannt. xSeries-Produkte firmieren seit dem unter der Marke System x. Anfang 2000 hat die xSeries die alte Netfinity-Serverserie der IBM abgelöst.
Unter dem Label System x verkaufte die IBM ausschließlich Server, die auf CPUs von Intel und neu auch von AMD basieren. Das Portfolio reichte vom einfachen 1 CPU-Server, der im Rack nur eine Höheneinheit belegt, bis zum 32-Wege System.
Nach der Übernahme x86-Serversparte von IBM seitens Lenovo (2014), wurden die IBM-Modelle unter dem Namen von Lenovo verkauft.
2019 wurde schließlich die IBM System x-Reihe von dem Lenovo Thinksystem abgelöst.

## IBM System x Modelle

### Rackserver
- x3250 M3
- x3250 M4
- x3550
- x3550 M2
- x3550 M3
- x3550 M4
- x3550 M5 (neue Generation seit 2014)
- x3620 M3
- x3630 M3
- x3650
- x3650 M2
- x3650 M3
- x3650 M4
- x3650 M5 (neue Generation seit 2014)
- x3755 M3
- x3690 X5
- x3850 X5
- x3950 X5
- iDataPlex dx360 M3

### Universal-Tower
- x3100 M5
- x3200 M3
- x3400 M3
- x3500 M4

### Frühere Universal-Tower
- x3100 M4
- x3200 M3
- x3400 M3
- x3500 M3, x3500 M2

### Frühere Modelle
- IBM System x3105
- IBM System x3200, x3200 M2, x3250, x3250 M2
- IBM System x3850, x3850 M2
- IBM System x3950, x3950 M2

### Nummerierungsschema
- zweite Stelle: Bezeichnung der Leistungsfähigkeit (aufsteigend)
- dritte Stelle: „0“ für Tower-Modelle, „5“ für Rack-Modelle
- vierte Stelle: „0“ für Intel-Prozessoren, „5“ für AMD-Opteron-Prozessoren
- M = Modellgeneration, d. h. M3 = Modellgeneration 3

## Weitere IBM-Systeme
- System i
- System p
- System z